# I detta vårt liv

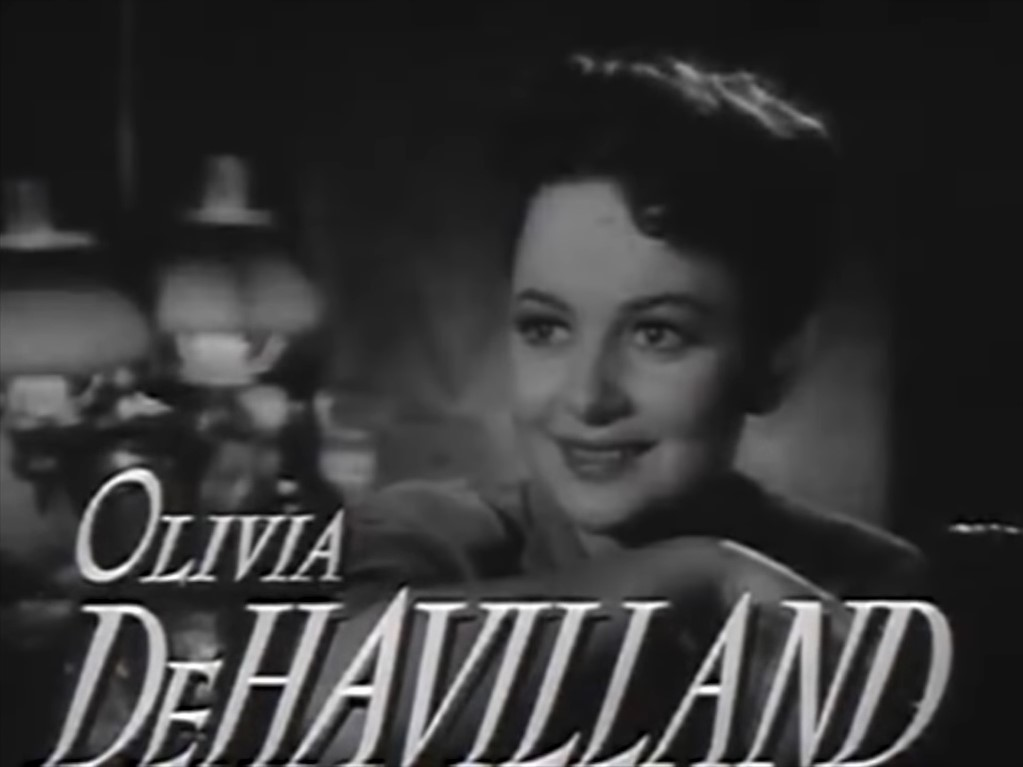
Olivia de Havilland i filmens trailer.

I detta vårt liv är en amerikansk film från 1942 i regi av John Huston byggd på en bok av Ellen Glasgow. Filmen uppmärksammades då den tog upp rasdiskriminering på ett för Hollywood under 1940-talet ovanligt framträdande sätt.

## Handling
Stanley dumpar sin pojkvän Craig för att istället rymma iväg med sin syster Roys man Peter. Förhållandet blir dock inte vad Stanley tänkt sig då Peter får alkoholproblem. Samtidigt gifter sig Roy och Craig. Peter blir deprimerad och begår självmord, och Stanley bestämmer sig snart för att försöka vinna tillbaka Craig. När detta misslyckas super hon sig full och dödar ett barn när hon kör rattfull. Stanley skyller händelsen på Parry Clay, sonen till syskonens föräldrars afroamerikanska hembiträde.

## Rollista
- Bette Davis - Stanley Timberlake
- Olivia de Havilland - Roy Timberlake
- George Brent - Craig Fleming
- Dennis Morgan - Peter Kingsmill
- Charles Coburn - William Fitzroy
- Frank Craven - Asa Timberlake
- Billie Burke - Lavinia Timberlake
- Hattie McDaniel - Minerva Clay
- Lee Patrick - Betty Wilmoth
- Ernest Anderson - Parry Clay